# Biemna parthenopea
Biemna parthenopea är en svampdjursart som beskrevs av Gustavo Pulitzer-Finali 1978. Biemna parthenopea ingår i släktet Biemna och familjen Desmacellidae. Inga underarter finns listade i Catalogue of Life.